# Lage Lund

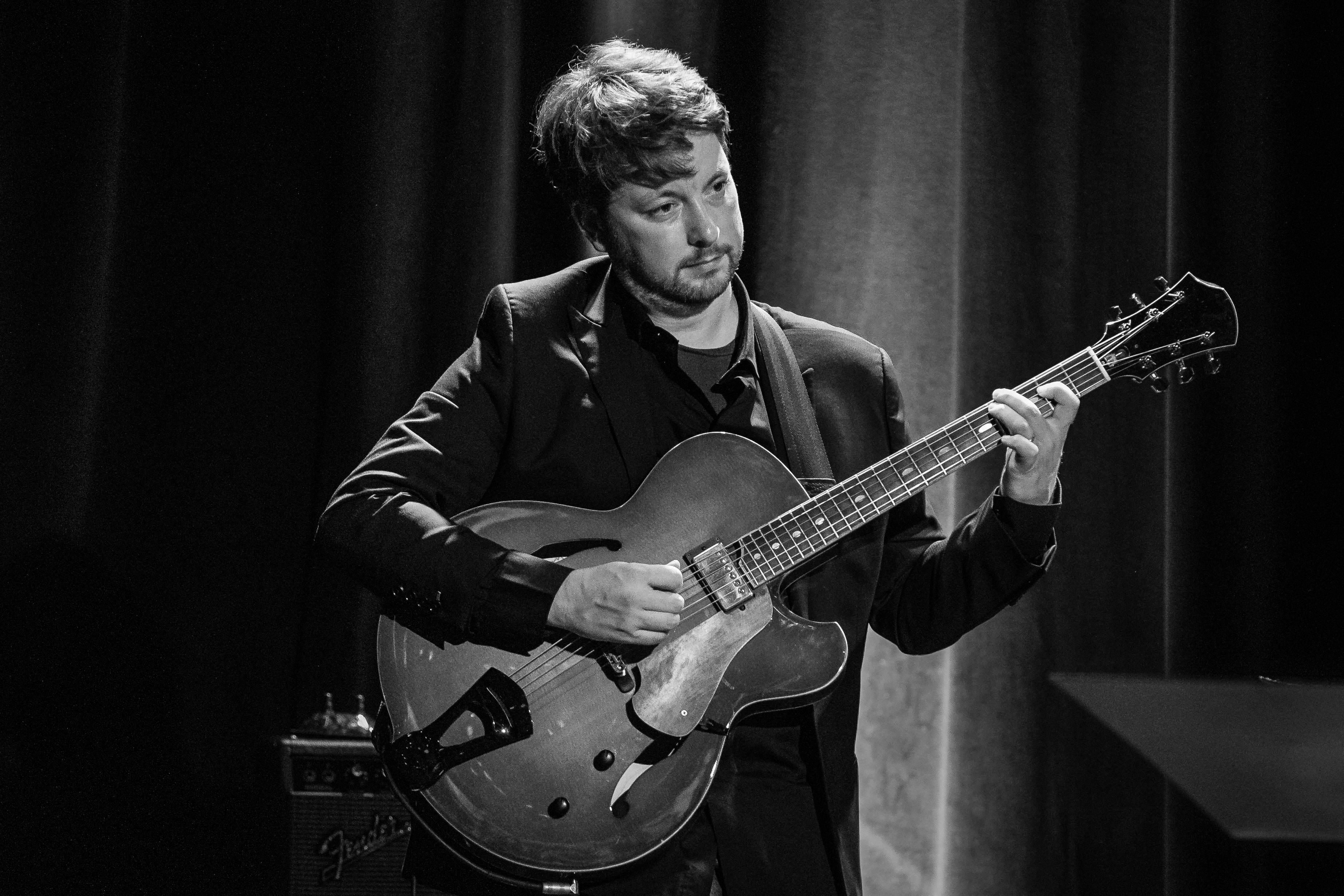
Lage Lund (2020)
Bild: Tore Sætre

Lage Lund (* 1977) ist ein norwegischer Jazz-Gitarrist, der lange in den Vereinigten Staaten gelebt hat. Mittlerweile lebt er wieder in Norwegen, wo er als Hochschullehrer tätig ist.

## Leben und Wirken
Lund wuchs in Norwegen auf und begann mit dreizehn Jahren Gitarre zu spielen. Er gehörte der Band des Pianisten/Organisten Steinar Nickelsen an. Nach Abschluss der Schule zog er in die Vereinigten Staaten, wo er ab 1997 mit einem Stipendium am Berklee College of Music in Boston graduierte. 2002 erhielt er ein Fulbright-Stipendium, mit dem er an der New Yorker Juilliard School als erster elektrischer Gitarrist studierte. Zum Abschluss 2005 gewann er den Thelonious-Monk-Wettbewerb in Gitarre. Neben seinem Studium trat er in New Yorker Jazzclubs, wie der 55 Bar, im Smalls und der Jazz Gallery auf und gastierte im Lincoln Center und im Kennedy Center. Lund spielte mit Wynton Marsalis, Ingrid Jensen und Seamus Blake, an dessen Album Bellweather (2008) er mitwirkte. Nach einem Debütalbum, das er 2007 ohne Label selbst herausbrachte, veröffentlichte Lund sein zweites Album Early Songs (2008) beim Label Criss Cross Jazz. 2010 folgte das Album Unlikely Stories, bei dem Schlagzeuger Bill Stewart, Bassist Ben Street und Pianist Edward Simon mitwirkten. Auch war er Teil der Band von Orlando le Fleming. Zu hören ist er u. a. auf Melissa Aldanas Album 12 Stars (Blue Note, 2022).
Lund spielt u. a. eine Gibson „Byrdland“ und ein Instrument des deutschen Gitarrenbauers Stefan Schottmüller. Beim Down Beat Critics Poll 2020 wurde er Sieger in der Kategorie „Gitarre/Rising Star“. Seit 2020 lehrt er in Oslo als Professor für Jazz-Gitarre an der Norwegischen Musikhochschule.

## Diskographische Hinweise
- Standards - Trio +1 (2007), mit Orlando LeFleming, Rodney Green und Jaleel Shaw
- Early Songs (Criss Cross, 2008), mit Marcus Strickland, Danny Grissett, Orlando le Fleming und Kendrick Scott
- Unlikely Stories (Criss Cross, 2010), mit Edward Simon, Ben Street und Bill Stewart
- Live at Smalls (SmallsLive, 2012), mit Pete Rende, Ben Street und Marcus Gilmore
- Foolhardy (Criss Cross, 2013), mit Aaron Parks, Ben Street und Bill Stewart
- Idlewild (Criss Cross, 2015), mit Ben Street und Bill Stewart
- Terrible Animals (Criss Cross, 2019)[3], mit Sullivan Fortner, Larry Grenadier und Tyshawn Sorey
- Most Peculiar (Criss Cross, 2023), mit Sullivan Fortner, Matt Brewer und Tyshawn Sorey[4]